# Richard Palmer-James
Richard Jeffrey Charles Palmer-James (ur. 11 czerwca 1947 w Bournemouth w hrabstwie Dorset) – brytyjski muzyk, gitarzysta i poeta, znany ze współpracy z supergrupą King Crimson. Palmer-James współpracował ponadto z takimi grupami jak The Corvettes, Tedrad, Ginger Man czy Supertramp, której był współzałożycielem. Występował również w swoim projekcie pod nazwą The Palmer-James Group.